# Conte Dacula/Ciao io sono Michael
Conte Dacula/Ciao io sono Michael  è il 59° singolo discografico di Cristina D'Avena, pubblicato nel 1989.

## Descrizione
Il brano era la sigla della serie animata omonima, scritta da Alessandra Valeri Manera su musica e arrangiamento di Vincenzo Draghi. Sul lato B è incisa la sigla "Ciao io sono Michael" sigla dell'anime omonimo, scritta dagli stessi autori.
Entrambi i brani sono stati inseriti nella compilation Fivelandia 7 e in altre raccolte.

## Tracce
Lato A
1. Conte Dacula – 3:06 (Alessandra Valeri Manera-Vincenzo Draghi)

Durata totale: 3:06
Lato B
1. Ciao io sono Michael – 3:27 (Alessandra Valeri Manera-Vincenzo Draghi)

Durata totale: 3:27